# Mladinska pesem Evrovizije
Mladinska Pesem Evrovizije, (angleško Junior Eurovision Song Contest) je mednarodno tekmovanje otroških pesmi, ki ga Evropska radiodifuzna zveza (EBU) vsako leto organizira med svojimi člani od leta 2003. Vsaka sodelujoča radiotelevizija predloži izvirno pesem, ki predstavlja svojo državo, ki jo otroci izvedejo in jo v živo predvajajo vsem prek omrežij Evrovizije in Euroradia, nato pa oddajo glasove za pesmi drugih držav, da določijo zmagovalca. 
Tekmovanje je odcepitev od tekmovanja za pesem Evrovizije, s katerim ima veliko podobnosti. Vsaka sodelujoča radiotelevizija pošlje izvirno pesem, ki traja največ tri minute in jo na dan tekmovanja izvedejo otroci po lastni izbiri, stari od 9 do 14 let, ki predstavljajo svojo državo in tekmujejo z drugimi sodelujočimi nastopajočimi. Od leta 2017 so gledalci z vsega sveta vabljeni, da glasujejo za svoje najljubše nastope prek spletnega glasovanja, za svoje favorite pa glasuje tudi nacionalna žirija, ki jo sestavi vsaka sodelujoča radiotelevizija. Skupni zmagovalec tekmovanja je nastop, ki prejme največ točk po seštevanju točk iz vseh držav. Glavne razlike v primerjavi z Evrovizijo so v tem, da mora biti v mladinski različici pesem pretežno v jeziku države, ki jo predstavlja, gledalci pa lahko glasujejo za svojo državo. Najnovejša zmagovalna pesem je "To My Mom", ki jo je izvedel Andria Putkaradze, predstavnik Gruzije, ki je leta 2024 zmagal na tekmovanju v Madridu v Španiji.
Poleg sodelujočih držav je bilo tekmovanje predvajano tudi na Finskem leta 2003, v Bosni in Hercegovini leta 2004 in od leta 2006 do 2011, v Andori leta 2006, na Islandiji leta 2021 in v Luksemburgu leta 2024, čeprav te države še niso sodelovale na tekmovanju. Od leta 2006 se tekmovanje prenaša v živo na internetu prek uradne spletne strani tekmovanja. Avstralija je bila povabljena k sodelovanju na tekmovanju leta 2015 , Kazahstan pa na tekmovanje leta 2018, zaradi česar je bil to edini večji evrovizijski dogodek, na katerem je sodelovalo več pridruženih članov EBU.

## Države udeleženke
V tabeli je poleg letnice napisana država, ki je na posamezno leto prvič nastopila na tem tekmovanju.
| Leto | Države |
| ---- | --- |
| 2003 | Belorusija, Belgija, Hrvaška, Ciper, Danska, Grčija, · Latvija, Makedonija, Malta, Nizozemska, Norveška, Poljska, · Romunija, Španija, Švedska, Združeno kraljestvo |
| 2004 | Francija, Švica |
| 2005 | Rusija, Srbija in Črna gora |
| 2006 | Portugalska, Srbija, Ukrajina |
| 2007 | Armenija, Bolgarija, Gruzija, Litva |
| 2010 | Moldavija |
| 2012 | Albanija, Azerbajdžan, Izrael |
| 2013 | San Marino |
| 2014 | Italija, Črna gora, Slovenija |
| 2015 | Irska, Avstralija, |
| 2018 | Kazahstan, Wales |
| 2020 | Nemčija |
| 2023 | Estonija |

## Zmagovalci
| Leto | Zmagovalka | Jezik                    | Izvajalec           | Pesem                     | Prevod                        | Točke | Datum             | Lokacija                         | Kraj        |
| ---- | ---------- | ------------------------ | ------------------- | ------------------------- | ----------------------------- | ----- | ----------------- | -------------------------------- | ----------- |
| 2003 | Hrvaška    | hrvaščina                | Dino Jelusić        | Ti Si Moja Prva Ljubav    | Ti si moja prva ljubezen      | 134   | 15. november 2003 | Forum Copenhagen                 | København   |
| 2004 | Španija    | španščina                | María Isabel        | Antes Muerta Que Sencilla | Bolje biti mrtev kot normalen | 171   | 20. november 2004 | Dvorana Haakons                  | Lillehammer |
| 2005 | Belorusija | ruščina                  | Ksenia Sitnik       | Mi Vmeste                 | Skupaj smo                    | 149   | 26. november 2005 | Arena Ethias                     | Hasselt     |
| 2006 | Rusija     | ruščina                  | Dvojčici Tolmačevij | Vesennij Jazz             | Pomladni jazz                 | 154   | 2. december 2006  | Sala Polivalentă                 | Bukarešta   |
| 2007 | Belorusija | ruščina                  | Aleksej Žigalkovič  | S druzjami                | S prijatelji                  | 137   | 7. december 2007  | Ahoy Rotterdam                   | Rotterdam   |
| 2008 | Gruzija    | izmišljen jezik          | Bzikebi             | Bzz Bzz                   | Bzz Bzz                       | 154   | 22. november 2008 | Atletski center Spyros Kyprianou | Limassol    |
| 2009 | Nizozemska | angleščina, nizozemščina | Ralf Mackenbach     | Click Clack               | Klik Klak                     | 121   | 3. november 2009  | Palača športa                    | Kijev       |
| 2010 | Armenija   | armenščina               | Vladimir Arzumanjan | Mama                      | Mama                          | 120   | 20. december 2010 | Minks-Arena                      | Minsk       |
| 2011 | Gruzija    | gruzinščina              | CANDY               | Candy Music               | Sladkorna glasba              | 108   | 3. december 2011  | Caren Compelks                   | Erevan      |
| 2012 | Ukrajina   | ukrajinščina, angleščina | Anastasiya Petryk   | Nebo                      | Nebo                          | 138   | 1. december 2012  | Heineken Music Hall              | Amsterdam   |
| 2013 | Malta      | angleščina               | Gaia Cauchi         | The start                 | Start                         | 130   | 30. november 2013 | Palace "Ukraine"                 | Kijev       |
| 2014 | Italija    | italijanščina            | Vincenzo Cantiello  | Tu primo grande amore     | Moja prva velika ljubezen     | 159   | 15. november 2014 | Malta Shipbuilding               | Valletta    |
| 2015 | Malta      | angleščina               | Destiny Chukunyere  | Not my soul               | Ne moja duša                  | 185   | 21. november 2015 | Arena Armeec                     | Sofija      |
| 2016 | Gruzija    | gruzinščina              | Mariam Mamadashvili | Mzeo                      | Sonce                         | 239   | 20. november 2016 | Mediteran Conference Center      | Valletta    |
| 2017 | Rusija     | ruščina, angleščina      | Polina Bogusevich   | Wings                     | Krila                         | 188   | 26. november 2017 | Olympic Palace                   | Tbilisi     |
| 2018 | Poljska    | poljščina, angleščina    | Roksana Wegiel      | Anyone I Want To Be       | Kdor koli želim biti          | 215   | 25. november 2018 | Minsk-Arena                      | Minsk       |
| 2019 | Poljska    | poljščina, angleščina    | Viki Gabor          | Superhero                 | Superjunak                    | 278   | 24. november 2019 | Gliwice Arena                    | Gliwice     |
| 2020 | Francija   | francoščina              | Valentina           | J'imagine                 | Jaz si predstavljam           | 200   | 29. november 2020 | TVP Headquarters                 | Varšava     |
| 2021 | Armenija   | armenščina, angleščina   | Maléna              | Qami Qami                 | Qami Qami                     | 224   | 19. december 2021 | La Seine Musicale                | Pariz       |
| 2022 | Francija   | francoščina              | Lissandro           | Oh maman                  | Oh mama                       | 203   | 11. december 2022 | Karen Demirchyan Complex         | Erevan      |
| 2023 | Francija   | francoščina              | Zoé Clauzure        | Cœur                      | Srce                          | 228   | 26. november 2023 | Palais Nikaia                    | Nica        |
| 2024 | Gruzija    | gruzijščina              | Andria Putkaradze   | To My Mom                 | Moji Mami                     | 239   | 16. november 2024 | Caja Mágica                      | Madrid      |

## Lestvica uspešnosti držav
| #  | Država              | Prvo Mesto | Drugo Mesto | Tretje Mesto |
| -- | ------------------- | ---------- | ----------- | ------------ |
| 1  | Gruzija             | 4          | 2           | 1            |
| 2  | Francija            | 3          | 1           | 1            |
| 3  | Armenija            | 2          | 5           | 3            |
| 4  | Rusija              | 2          | 2           | 0            |
| 5  | Belorusija          | 2          | 1           | 2            |
| 6  | Poljska             | 2          | 1           | 0            |
| 7  | Malta               | 2          | 0           | 0            |
| 8  | Španija             | 1          | 3           | 2            |
| 9  | Ukrajina            | 1          | 3           | 0            |
| 10 | Nizozemska          | 1          | 1           | 1            |
| 11 | Hrvaška             | 1          | 0           | 1            |
| 12 | Italija             | 1          | 0           | 1            |
| 13 | Kazahstan           | 0          | 2           | 0            |
| 14 | Združeno Kraljestvo | 0          | 1           | 1            |
| 15 | Bolgarija           | 0          | 1           | 0            |
| 16 | Portugalska         | 0          | 1           | 0            |
| 17 | Srbija              | 0          | 0           | 2            |
| 18 | Avstralija          | 0          | 0           | 2            |
| 19 | Norveška            | 0          | 0           | 1            |
| 20 | Švedska             | 0          | 0           | 1            |
| 21 | Litva               | 0          | 0           | 1            |
| 22 | Slovenija           | 0          | 0           | 1            |
| 23 | Romunija            | 0          | 0           | 0            |
| 24 | Danska              | 0          | 0           | 0            |
| 25 | Belgija             | 0          | 0           | 0            |
| 26 | Irska               | 0          | 0           | 0            |
| 27 | Severna Makedonija  | 0          | 0           | 0            |
| 28 | Albanija            | 0          | 0           | 0            |
| 29 | Azerbaidžan         | 0          | 0           | 0            |
| 30 | Grčija              | 0          | 0           | 0            |
| 31 | Moldavija           | 0          | 0           | 0            |
| 32 | Ciper               | 0          | 0           | 0            |
| 33 | Izrael              | 0          | 0           | 0            |
| 34 | Latvija             | 0          | 0           | 0            |
| 35 | San Marino          | 0          | 0           | 0            |
| 36 | Nemčija             | 0          | 0           | 0            |
| 37 | Srbija & Črna gora  | 0          | 0           | 0            |
| 38 | Črna gora           | 0          | 0           | 0            |
| 39 | Švica               | 0          | 0           | 0            |
| 40 | Wales               | 0          | 0           | 0            |

## Slogani
Vsako tekmovanje ima od leta 2005 slogan, izbran od gostiteljev tistega leta. Na podlagi slogana je tudi zasnovano tisto leto tekmovanje.
| Leto | Država gostiteljica | Gostojoče mesto | Slogan             |
| ---- | ------------------- | --------------- | ------------------ |
| 2005 | Belgija             |                 | Let's Get Loud     |
| 2006 |                     |                 | Let the Music Play |
| 2007 |                     |                 | Make a Big Splash  |
| 2008 |                     |                 | Fun in the Sun     |

## Galerija
- Maléna med nastopom na Mladinski Evroviziji 2021
- Polina Bogusevich na Mladinski Evroviziji 2017
- Viki Gabor med nastopom na Mladinski Evroviziji 2019
- Roksana Wegiel drži trofejo z njenimi plesalkami na Mladinski Evroviziji 2018